# Pete George
Peter T. "Pete" George (29 de junho de 1929, em Akron, Ohio – 27 de julho de 2021) foi um halterofilista americano.
Seus pais, Tryan e Paraskeva Taleff (também conhecidos como Tony e Para George) eram imigrantes macedônios. Quando criança, Pete George destacou-se no esporte e, especialmente, dedicou-se ao levantamento de peso olímpico; aos 15 anos de idade, George tornou-se a pessoa mais jovem a levantar 136 kg no arremesso (300 libras, no sistema imperial inglês). Em 1948, com apenas 19 anos de idade, Pete George ganhou a medalha de prata em halterofilismo nos Jogos Olímpicos de Londres 1948. Em 1952, ele ganhou a medalha de ouro em halterofilismo nos Jogos Olímpicos de Helsinque 1952 e ganhou medalha de prata no halterofilismo nos Jogos Olímpicos de Melbourne 1956, na categoria até 75 kg. Entre 1947 e 1955, George também ganhou cinco campeonatos mundiais, nas categorias até 67,5 e 75 kg, além de duas pratas.
Ganhou ouro nos Jogos Pan-Americanos de 1951 e de 1955.
Definiu quatro recordes mundiais — três no arremesso, na categoria até 75 kg, e um no total olímpico, na categoria até 67,5 kg.
Ao se aposentar do esporte, Pete George tornou-se um ortodontista e professor assistente de estomatologia da Faculdade de Medicina da Universidade do Havaí. Ele eventualmente também passou a atender a Universidade de Kent, a Universidade do Estado de Ohio e a Universidade Columbia. Ainda foi, por um mandato, presidente da Associação Dental do Havaí.
Era irmão de James George, também medalhista olímpico em halterofilismo.